# Franz Krauß (Mathematiker)
Franz Krauß (* 22. Januar 1889 in Köln; † 7. September 1982 in Aachen) war ein deutscher Mathematiker.

## Leben und Wirken
Nach seinem Abitur im Jahre 1907 auf einem Kölner Realgymnasium studierte der Sohn eines Kaufmannes an den Universitäten in Karlsruhe, Marburg, Göttingen und Bonn Mathematik und theoretische Philosophie und schloss dieses Studium am 2. März 1921 mit seiner Prüfung zum Zweiten Staatsexamen für das Höhere Lehramt mit Auszeichnung und mit seiner ersten Promotion ab. Während seines Studiums wurde er im Wintersemester 1909/10 Mitglied der Burschenschaft Germania Karlsruhe. Nach einigen Jahren als wissenschaftlicher Assistent an der Universität Bonn erfolgte am 31. Mai 1924 seine zweite Promotion unter Hans Hahn mit der Dissertation: Zur Parallelverschiebung im Riemannschen Raum.
Im Jahr 1924 wechselte Krauß zur RWTH Aachen, wo er noch im gleichen Jahr zunächst seine Habilitation erlangte und anschließend als Privatdozent übernommen wurde. Zwei Jahre später trat er der Deutschen Mathematiker-Vereinigung bei. Es folgte im Jahr 1930 seine Ernennung zum nicht beamteten außerordentlichen Professor und anschließend 1934 als Nachfolger von Otto Blumenthal zum ordentlichen Professor für Mathematik mit den Hauptaufgabengebieten: Differentialvariantentheorie, Schalentheorie, Häufigkeitsanalyse, Wissenschaftstheorie der Mathematik, Axiomatik und Geschichte der Mathematik. Dabei war Krauß einer von nur vier Ausnahmefällen an der RWTH Aachen, in denen das Reichserziehungsministerium wohl mangels personeller Alternativen einen Kandidaten ernannte, der bis 1945 keiner nationalsozialistischen Partei oder Gruppierung angehörte. Aus gleichem Grunde wurde Krauß von seinem amtierenden Rektor Otto Gruber im Jahr 1935 zusätzlich zum Dekan ernannt, der damit deutlich machen wollte, dass wissenschaftliche Leistungen für ihn mehr zählten als ein Parteibuch. Diese Zusatzaufgabe behielt Krauß bis zum Ende des Zweiten Weltkrieges auch unter Grubers Nachfolger inne. Während dieser Zeit entstand eine tiefe Freundschaft mit dem ebenfalls an der TH beschäftigten Professor für angewandte Mathematik und darstellende Geometrie Robert Sauer, den er bei dessen damaligen Forschungen auf dem Gebiet der Überschall-Gasdynamik tatkräftig unterstützte.
Nach dem Krieg und den entsprechenden Wiederaufbaumaßnahmen wurde Franz Krauß im Jahr 1947 zum Rektor der RWTH Aachen gewählt, konnte jedoch das Amt aus gesundheitlichen Gründen nicht antreten. Sein Ordinariat behielt er aber bei und wurde schließlich im Jahre 1954 emeritiert. Am 17. Januar 1959 ernannte ihn die RWTH Aachen „...in Würdigung seiner großen Verdienste um die Hochschule in zwei Jahrzehnten schwieriger und verantwortungsvoller Arbeit, insbesondere in den kritischen Zeiten des Wiederaufbaus“ zu ihrem Ehrensenator.
Darüber hinaus gehörte Franz Krauß noch während seiner letzten Dienstjahre zusammen mit dem amtierenden Hochschulrektor Wilhelm Müller sowie dem Professor Peter Mennicken sowohl zu den seitens der Hochschule im Jahr 1949 beteiligten Mitbegründern der „Gesellschaft zur Verleihung des Internationalen Karlspreises der Stadt Aachen“ als auch zu den Mitunterzeichnern der hierzu verfassten Proklamation von Weihnachten 1949 und somit ebenfalls zu den Mitgliedern des ersten Karlspreisdirektoriums.

## Schriften
- Zur Parallelverschiebung im Riemannschen Raume. Dissertation. Bonn 1924.